# Operários

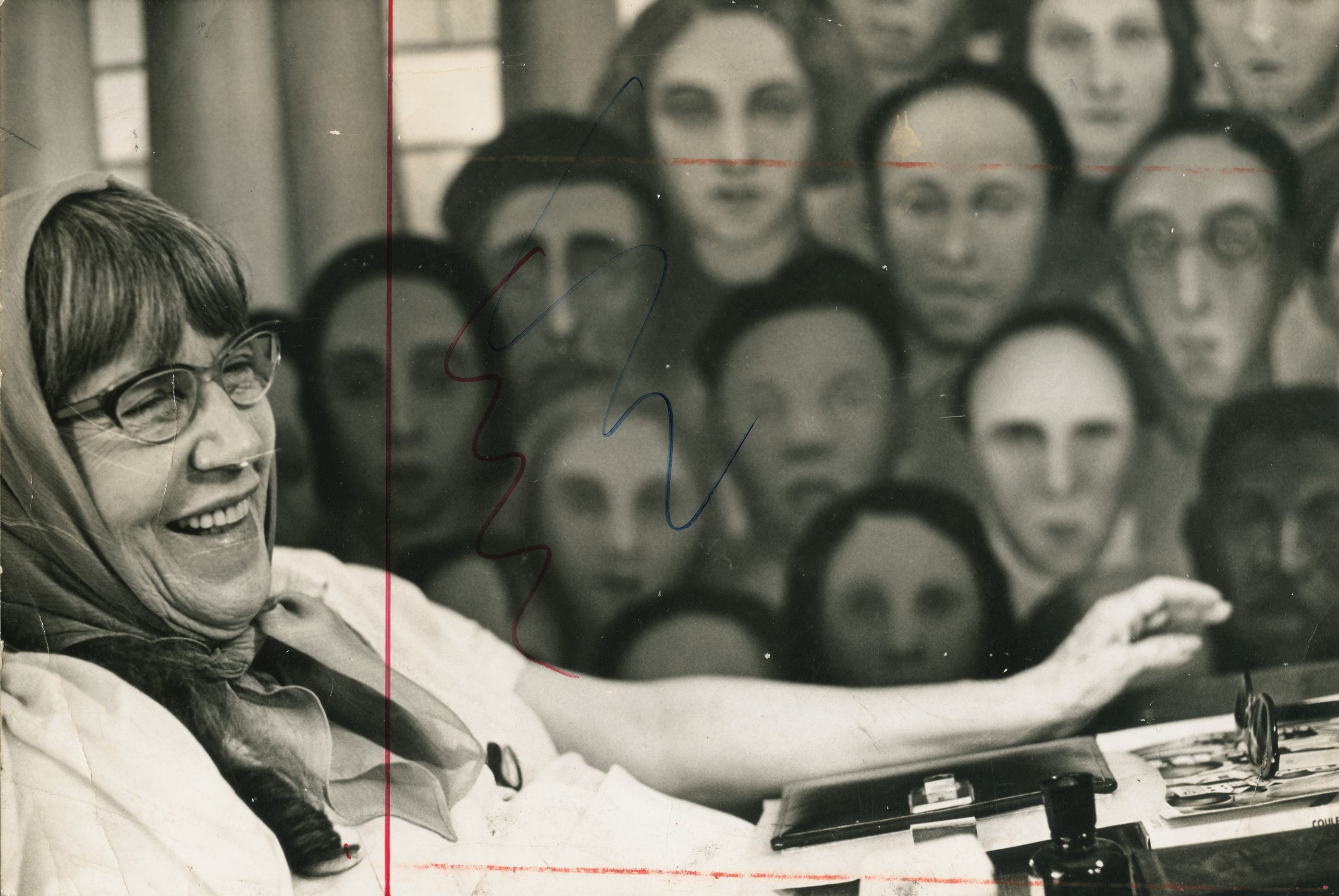
Tarsila do Amaral davant la seva obra Operários, 1969.

Operários (Operaris, traduït al català), és un quadre pintat l'any 1933 per la brasilera Tarsila do Amaral, que representa el procés d'industrialització de l'estat de São Paulo i l'immens nombre i la diversitat ètnica de les persones arribades de totes les parts del Brasil i del món per treballar en les fàbriques, que començaven a sorgir en el país en l'inici del segle xx i que van tenir el seu auge la dècada de 1930, principalment en les grans metròpolis, impulsant el capitalisme i la immigració durant l'Era Vargas.

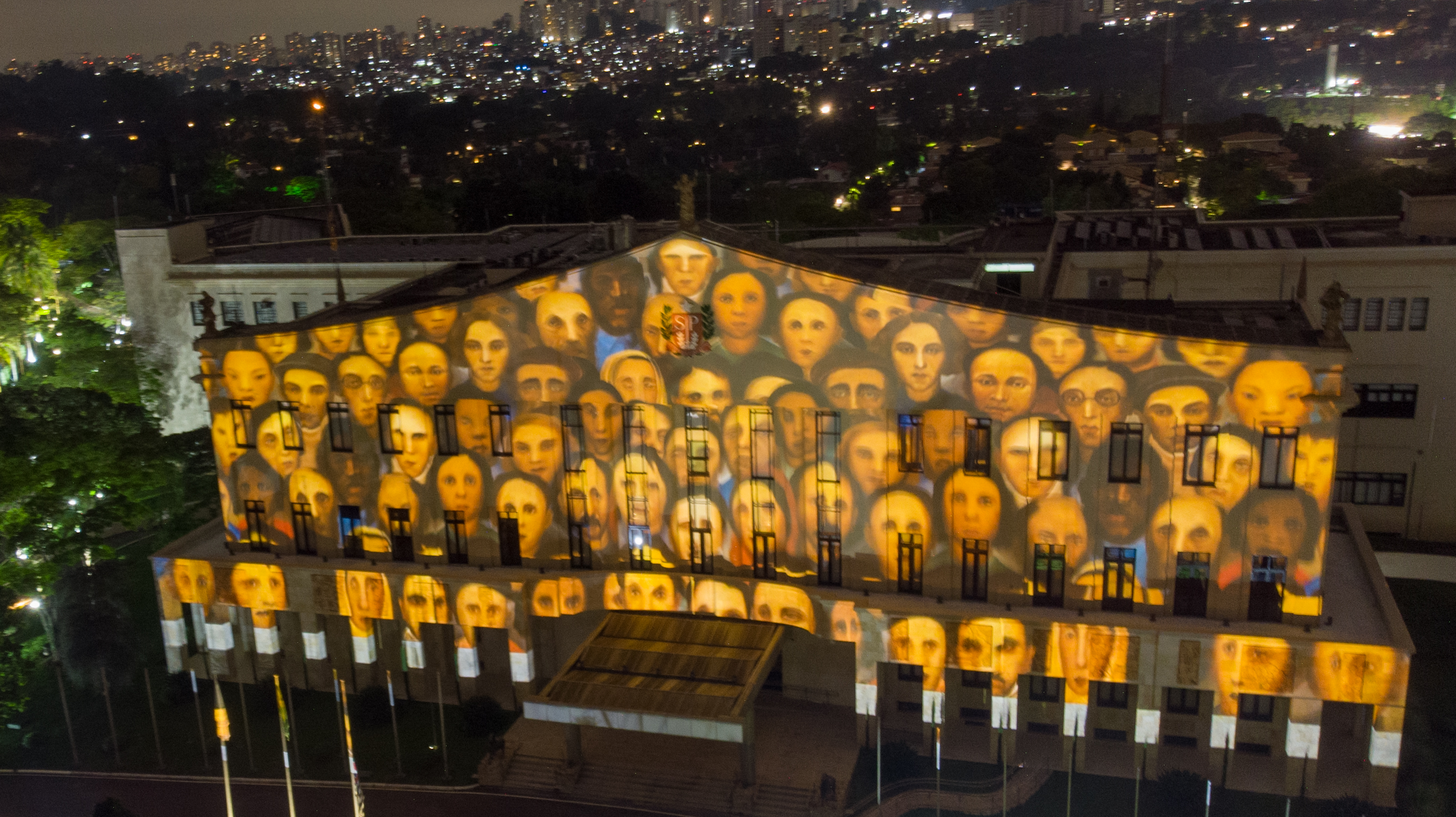
Vídeo mapping amb l'obra Operários, durant la commemoració del centenari de la Setmana d'Art Modern.

En l'obra apareixen 51 rostres, homes i dones, una munió de gent dirigint-se cap un mateix punt (una fàbrica). Amaral, militant socialista, els dibuixa amb la mirada perduda i sense esma, com autòmats. La majoria dels personatges representats són anònims, però l'autora va voler dibuixar-hi també algunes cares conegudes, com l'arquitecte Gregori Warchavchik o la cantant Elsie Houston. També és considerat un referent de la lluita ecologista. El quadre es troba en el Palau Boa Vista i forma part del patrimoni del Govern de l'Estat de São Paulo.